# Eulalia leptostachys
Eulalia leptostachys là một loài thực vật có hoa trong họ Hòa thảo. Loài này được (Pilg.) Henrard mô tả khoa học đầu tiên năm 1940.